# 關勁松
關勁松（1967年12月21日—2023年2月24日），香港樂隊「Adam Met Karl」（「AMK」前身）成員之一，著名樂評人，刊載雜誌包括《年青人周報》、《音樂一週》、《越界》、《Disc Jocky》及《音樂殖民地》等，同時亦有作曲及填詞，以「關勁松的Astrology」名義推出歌曲。
本與亞里安主持商業二台節目《不設劃位》，但於2008年6月28日懷疑以醉酒狀態主持節目，導致被商台解僱。

## 外部連結
- 商業電台：關勁松簡介